# Twenty20 Cup 2024
Der Twenty20 Cup 2024 (aus Sponsoringgründen als Vitality Blast bezeichnet, oft auch nur T20 Blast) war die 22. Saison der englischen Twenty20-Meisterschaft, die vom 30. Mai bis zum 14. September 2024 ausgetragen wurde. Im Finale konnte sich die  Gloucestershire gegen die  Somerset mit 8 Wickets durchsetzen.

## Format
Die 18 First-Class-Counties wurden nach regionalen Gesichtspunkten in zwei Gruppen mit jeweils neun Mannschaften aufgeteilt. In dieser Gruppenphase spielte jede Mannschaft einer Gruppe jeweils zweimal gegen jedes der anderen Teams. Nach dessen Abschluss qualifizierten sich die ersten vier einer Gruppe für die Viertelfinale. Die Halbfinale wurden dann zusammen mit dem Finale, vermarktet als Finals Day, an einem Tag in Birmingham ausgetragen.

## Gruppenphase

### North Group
Tabelle
| North Group           | Sp. | S  | N  | U | NR | P  | NRR    |
| --------------------- | --- | -- | -- | - | -- | -- | ------ |
| Birmingham Bears      | 14  | 10 | 4  | 0 | 0  | 20 | +1.308 |
| Northants Steelbacks  | 14  | 8  | 4  | 1 | 1  | 18 | −0.151 |
| Lancashire Lightning  | 14  | 7  | 4  | 0 | 3  | 17 | +1.109 |
| Durham                | 14  | 7  | 6  | 0 | 1  | 15 | −0.325 |
| Leicestershire Foxes  | 14  | 6  | 6  | 1 | 1  | 14 | −0.119 |
| Derbyshire Falcons    | 14  | 6  | 7  | 0 | 1  | 13 | +0.112 |
| Yorkshire Vikings     | 14  | 6  | 7  | 0 | 1  | 13 | −0.035 |
| Worcestershire Rapids | 14  | 4  | 10 | 0 | 0  | 8  | −0.192 |
| Notts Outlaws         | 14  | 3  | 9  | 0 | 2  | 8  | −1.699 |

### South Group
Tabelle
| North Group     | Sp. | S | N  | U | NR | P  | NRR    |
| --------------- | --- | - | -- | - | -- | -- | ------ |
| Surrey          | 14  | 9 | 3  | 1 | 1  | 20 | +0.777 |
| Sussex Sharks   | 14  | 9 | 5  | 0 | 0  | 18 | +0.607 |
| Somerset        | 14  | 8 | 5  | 0 | 1  | 17 | +0.497 |
| Gloucestershire | 14  | 7 | 6  | 1 | 0  | 15 | +0.503 |
| Essex Eagles    | 14  | 7 | 6  | 0 | 1  | 15 | +0.201 |
| Glamorgan       | 14  | 6 | 7  | 0 | 1  | 13 | −0.592 |
| Hampshire Hawks | 14  | 4 | 7  | 0 | 3  | 11 | −0.556 |
| Middlesex       | 14  | 3 | 8  | 0 | 3  | 9  | −1.487 |
| Kent Spirits    | 14  | 4 | 10 | 0 | 0  | 8  | −0.486 |

## Playoffs

### Viertelfinale
| 3. September Scorecard | London (Oval) | Durham 162-8 (20)            | – | Surrey 164-5 (18) |
|                        |               | Surrey gewinnt mit 5 Wickets |   |                   |

| 4. September Scorecard | Hove | Lancashire Lightning 114 (15.3)     | – | Sussex Sharks 118-2 (14.1) |
|                        |      | Sussex Sharks gewinnt mit 8 Wickets |   |                            |

| 5. September Scorecard | Northampton | Somerset 215-3 (20)          | – | Northants Steelbacks 198-5 (20) |
|                        |             | Somerset gewinnt mit 17 Runs |   |                                 |

| 6. September Scorecard | Birmingham | Gloucestershire 138 (19.2)          | – | Birmingham Bears 124-9 (20) |
|                        |            | Gloucestershire gewinnt mit 14 Runs |   |                             |

### Halbfinale
| 14. September Scorecard | Birmingham | Surrey 153-9 (20)              | – | Somerset 159-4 (18.1) |
|                         |            | Somerset gewinnt mit 6 Wickets |   |                       |

| 14. September Scorecard | Birmingham | Sussex Sharks 106 (18.1)              | – | Gloucestershire 109-2 (13.4) |
|                         |            | Gloucestershire gewinnt mit 8 Wickets |   |                              |

### Finale
| 14. September Scorecard | Birmingham | Somerset 124 (19.4)                   | – | Gloucestershire 129-2 (15) |
|                         |            | Gloucestershire gewinnt mit 8 Wickets |   |                            |